# Raión de Jórlivka
Raión de Jórlivka (en ucraniano: Горлівський район, en ruso: Горловский район) es un raión o distrito de Ucrania en el óblast de Donetsk. La capital es la ciudad de Jórlivka.

## Demografía
Según estimación 2020 contaba con una población total de 690 600 habitantes.

## Otros datos
El código КАТOТТG es UA14060000000024357.